# Клермон-Тоннер, Анри де
Анри́ де Клермо́н (фр. Henri de Clermont; 1540 — 1 апреля 1573, при осаде Ла-Рошели), граф де Клермон и Тоннер — французский аристократ, участник Религиозных войн.

## Биография
Сын графа Антуана III де Клермона и Франсуазы де Пуатье.
Губернатор Бурбонне и Оверни, капитан ордонансовой роты из пятидесяти тяжеловооруженных всадников, полковник пехоты в Пьемонте, рыцарь ордена короля.
Был отмечен при дворе за свои ум и храбрость. В 1569 году был ранен в битве при Жарнаке, нес белый значок герцога Анжуйского в битве при Монконтуре и участвовал в осаде Пуатье.
Патентом от 1 мая 1571, данным в Ножан-ле-Руа, Карл IX возвел Клермон, первое графство и баронию Дофине в ранг герцогства-пэрии в рассуждение заслуг Шарля при осаде Пуатье и в битве при Монконтуре, а также потому что обещал это сделать, когда тот женился на вдовствующей герцогине Неверской.
10 июня 1572 король издал новый патент, в котором указал, что по причине трудностей, возникших у Антуана III при передаче графства Клермон сыну, возводит в герцогство-пэрию графство Тоннер, но окончательный выбор, какое из графств станет герцогством, оставляет Шарлю
Ни тот, ни другой патент не вступил в силу.
Был убит при осаде Ла-Рошели в апреле 1573.

## Семья
Жена (17.05.1570): Диана де Ламарк (16.06.1544 — после 2.05.1612), дочь Робера де Ламарка, герцога Буйонского, и Франсуазы де Брезе, вдова Жака Клевского, герцога Неверского. Приходилась второму мужу двоюродной племянницей. Третьим браком вышла за Жана Бабу де Лабурдезьера, графа де Сагонна, сына Жана Бабу, сеньора де Лабурдезьера
Дети:
- Шарль-Анри (20.03.1571—20.10.1640), граф де Клермон и де Тоннер. Жена (1597): Катрин-Мари д'Эскубло (1580—1615), дочь Франсуа д'Эскубло, маркиза де Сурди, и Изабели Бабу де Лабурдезьер
- Антуан (1573 — после 1613), аббат Молома в Лангрском диоцезе. В 1613 году передал пост аббата своему племяннику Жаку де Клермон-Тоннеру и покинул монастырь, чтобы с согласия короля вступить в брак